# Jurnalul Național
Jurnalul Național es un periódico diario en rumano de información general y de distribución matinal publicado en Bucarest, Rumania. Es uno de los diarios más vendidos y más importantes de los que se publica en lengua rumana con una tirada diaria de 177.775 ejemplares. Fue fundado el 7 de julio de 1993 y es propiedad del conglomerado Intact Media Group. Jurnalul Național se publica a diario de lunes a viernes y cada día incluye un suplemento: Editie de Colectie, Sanatate, Bucatarie, Cumparaturi, Ghid TV y Casa si Gradina.